# Ekspedycja 15
Ekspedycja 15 – piętnasta stała załoga Międzynarodowej Stacji Kosmicznej (ISS).
Dwóch członków załogi ekspedycji 15, Rosjanie Oleg Kotow i Fiodor Jurczichin, przybyło na ISS 9 kwietnia 2007 na pokładzie Sojuza TMA-10. Dołączyli oni do amerykańskiej astronautki Sunity Williams, która przybyła na Międzynarodową Stację Kosmiczną 11 grudnia 2006, razem z załogą misji STS-116 wahadłowca Discovery.
W czerwcu 2007 wahadłowiec Atlantis dowiózł na ISS astronautę Claytona Andersona, który zastąpił Sunitę Williams.

## Załoga

### Załoga pierwsza (od kwietnia do czerwca 2007)
- Fiodor Jurczichin (2) Dowódca ISS ( Rosja)
- Oleg Kotow (1) Specjalista misji ( Rosja)
- Sunita Williams* (1) Specjalista misji ( Stany Zjednoczone)

### Załoga druga (od czerwca do października 2007)
- Fiodor Jurczichin (2) Dowódca ISS ( Rosja)
- Oleg Kotow (1) Specjalista misji ( Rosja)
- Clayton Anderson* (1) Specjalista misji ( Stany Zjednoczone)

(liczba w nawiasie oznacza liczbę lotów odbytych przez każdego z astronautów)

### Załoga rezerwowa
- Roman Romanienko, dowódca (Rosja)
- Michaił Kornijenko, specjalista misji (Rosja)
- Gregory Chamitoff, specjalista misji (Stany Zjednoczone)
- Sandra Magnus, specjalista misji (Stany Zjednoczone)

## Parametry misji
- Perygeum: ? km
- Apogeum: ? km
- Inklinacja: ~51,6°
- Okres orbitalny: ? min

### Dokowanie Sojuza TMA-10 do ISS
- Połączenie z ISS: 9 kwietnia 2007, 19:10 UTC[1]
- Odłączenie od ISS: 21 października 2007, 07:14 UTC[1]
- Łączny czas dokowania: 194 dni, 12 h, 4 min

## Przebieg misji

### Testy SPHERES

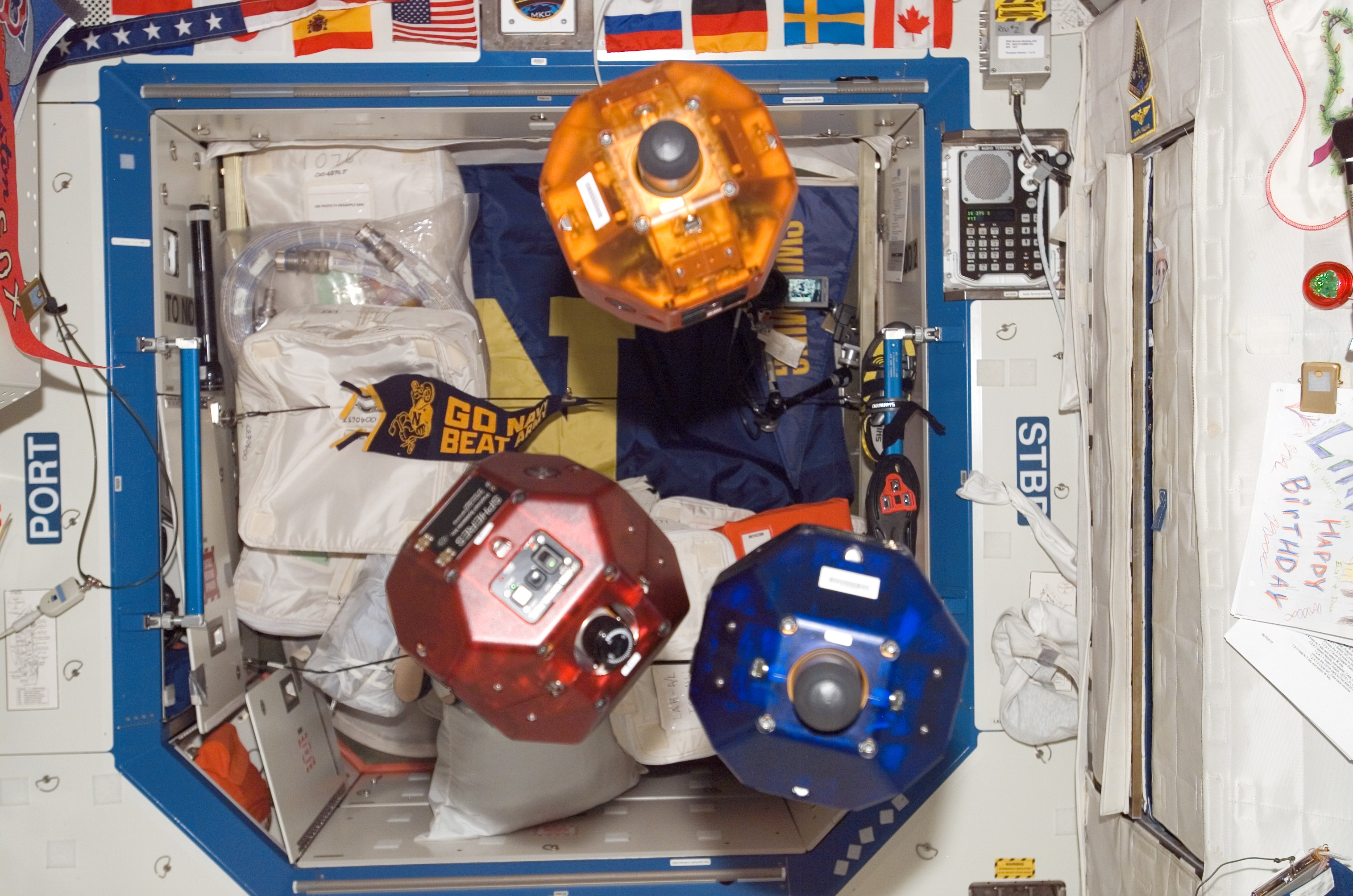
Satelity SPHERES w module Destiny

W marcu i kwietniu astronauci na stacji kosmicznej przeprowadzali dalsze testy SPHERES (Synchronized Position Hold, Engage, Reorient, Experimental Satellites). Chodzi tu o małe, 20-centymetrowe, zasilane energią z baterii, eksperymentalne satelity stworzone przez Space Systems Laboratory Massachusetts Institute of Technology.
Pierwszy satelita SPHERES dotarł na stację na pokładzie Progressa M-56 rok wcześniej. Natomiast trzecią kulę przywiozła ze sobą Williams. Przy szóstym locie SPHERES 17 marca użyto po raz pierwszy trzeciego satelitę. Dzięki temu cały system jest w pełni gotowy. Wszystkie trzy latają swobodnie po stacji. Sterowane komputerowo potrafią, za pomocą małych dysz gazowych, zmieniać swoją pozycję. Celem systemu SPHERES jest stworzenie łatwiejszych i bardziej autonomicznych procesów sterowania poprzez udoskonalenie oprogramowania.

### Progress M-60

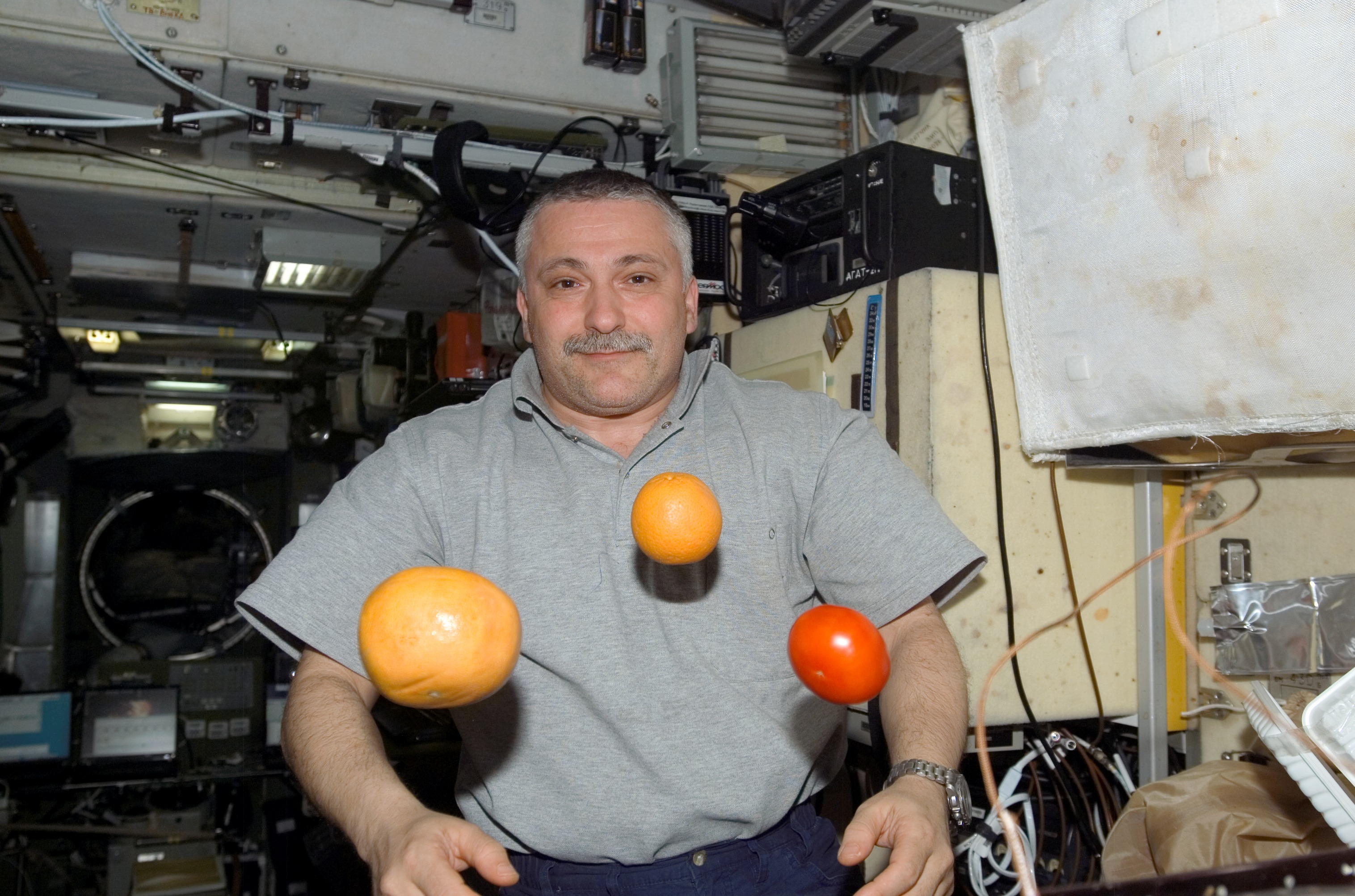
Jurczichin prezentuje owoce przybyłe na ISS z Progressem M-60

12 maja z kosmodromu Bajkonur wystartował w stronę ISS nowy statek transportowy Progress M-60. Przywiózł on na stację 476 kg paliwa, 420 l wody pitnej, 45 kg powietrza, 241 kg pożywienia, lekarstw, ubrań i przyrządów naukowych oraz listy, książki, filmy DVD oraz czasopisma. W sumie 2,3 tony ładunku. 25. bezzałogowy Progress, który przyleciał do ISS zadokował 15 maja o 5:10 UTC automatycznie do modułu Zwiezda.

### Pierwszy spacer kosmiczny
Pierwszy spacer kosmiczny tej ekspedycji przeprowadzili, 30 maja 2007, dowódca Fiodor Jurczichin i inżynier pokładowy Oleg Kotow. Z powodu problemów z komunikacją kosmonautów z rosyjskim centrum kontroli misji, wyjście zostało przesunięte o 45 minut, z 18:20 UTC na 19:05 UTC. Spacer kosmiczny rozpoczął się wyjściem z rosyjskiej śluzy powietrznej Pirs. Obaj astronauci wzięli tym samym udział w pierwszym wyjściu w otwartą przestrzeń kosmiczną w ich karierze.

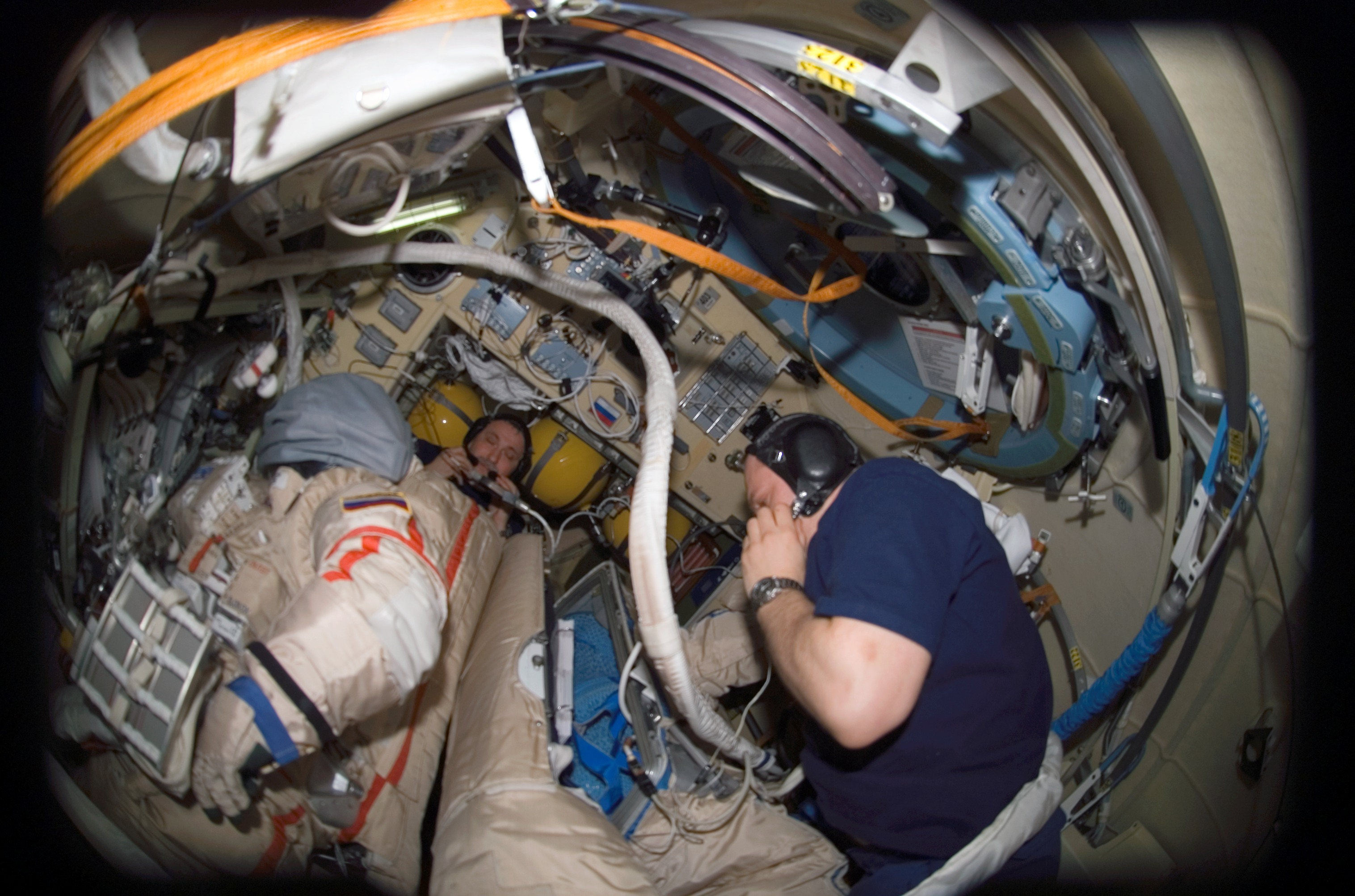
Jurczichin (po lewej) i Kotow zakładają kombinezony

Głównym celem spaceru kosmicznego była instalacja kilku paneli SMDP (Service Module Debris Panels) na module Zwiezda. Panele te mają grubość 2,5 cm i są wykonane z aluminium. Służą one do ochrony przed mikrometeorytami. Wszystkie panele znajdowały się na PMA-3 przymontowane do specjalnej struktury. Z tego powody adapter PMA został najpierw przeniesiony w pobliże Zwiezdy.
Po tym kosmonauci rozpoczęli montaż paneli ochronnych oraz rozłożyli na module Zwiezda kabel systemu GPS, który ma służyć do nawigacji europejskiego ATV. W sumie 17 paneli zostało rozłożonych na poszyciu modułu mieszkalnego. Po 5 godzinach i 25 minutach spacer kosmiczny dobiegł końca o 0:30 UTC.

### Drugie wyjście
Tydzień po pierwszym spacerze kosmicznym, 6 czerwca, kosmonauci Jurczichin i Kotow ponownie wyszli na zewnątrz stacji. Sunita Williams pozostała wewnątrz stacji i koordynowała całą pracę podczas spaceru kosmicznego.
Astronauci opuścili rosyjską śluzę powietrzną Pirs o 14:23 UTC. Tym razem przygotowania do wyjścia zakończyły się wcześniej niż planowano, dzięki czemu Jurczichin i Kotow mogli prędzej wyjść na zewnątrz. Na samym początku wymienili oni pojemnik na rosyjski eksperyment Biorisk, którego zadaniem jest sprawdzenie strategii przystosowania do środowiska bakterii i grzybów. Później rozłożono 13,1 metrowy kabel do szybkiego przekazywania informacji w momencie zagrożenia z amerykańskiej do rosyjskiej części stacji.

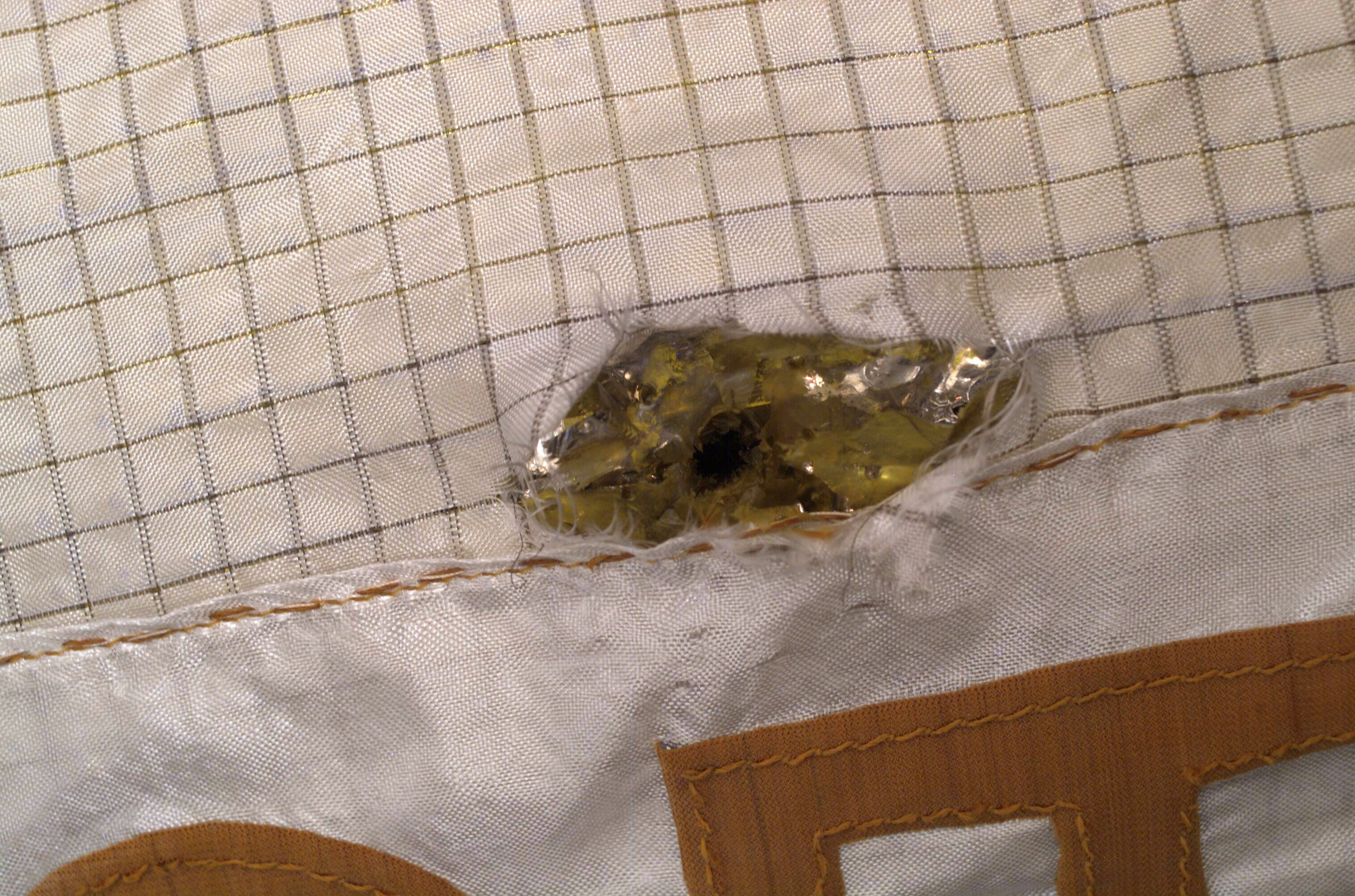
Poszycie Zarji uszkodzone po uderzeniu mikrometeorytu

Podczas pracy na zewnątrz modułu Zarja kosmonauci odkryli uszkodzenia spowodowane uderzeniem mikrometeorytu. Dziura po meteorycie jest długa na 5–6 mm. Mikrometeoryt przebił osłonę termiczną modułu i uderzył urządzenia zaopatrzeniowe. Poza tym nie odkryto żadnych szkód. Ponieważ Zarja znajduje się na orbicie od 1998 roku, niemożliwe było ustalenie dokładnej daty uderzenia, lecz już wcześniej odkryto podobne uszkodzenia na bateriach słonecznych. Ten przypadek był pierwszym uderzeniem podobnego obiektu w jakikolwiek moduł załogowy stacji.
Następnie kosmonauci zajęli się ponownie instalacją paneli SMDP, której nie dokończyli podczas ostatniego wyjścia.
Spacer kosmiczny zakończył się po 5 godzinach i 37 minutach.

### STS-117 przywozi moduł S3/S4
Z trzymiesięcznym opóźnieniem wystartował 8 czerwca prom Atlantis. W ramach misji STS-117 na stację dostarczono element S3/S4, a Clayton Anderson zastąpił Sunitę Williams.

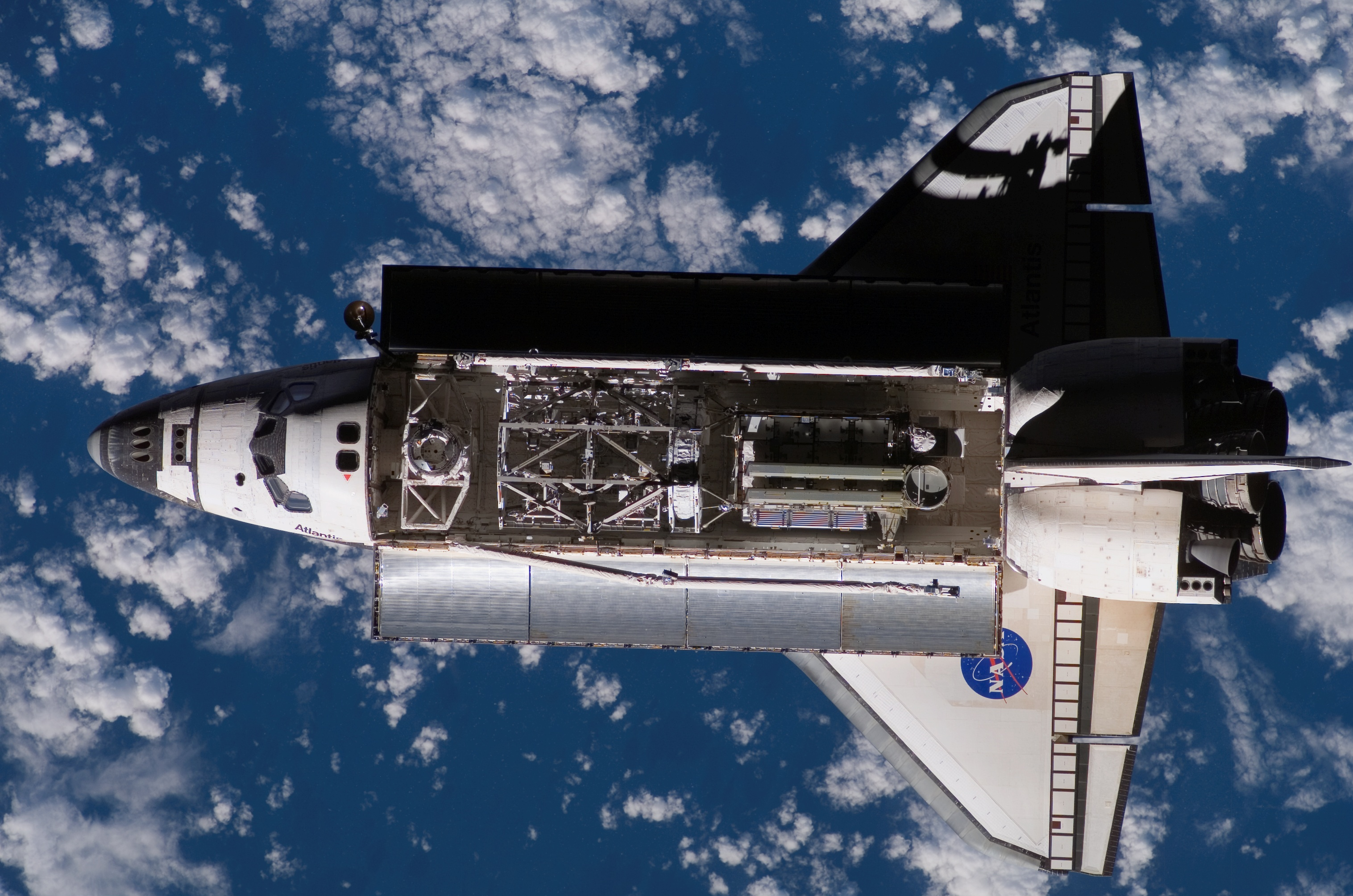
W ładowni promu kosmicznego Atlantis znajduje się element S3/S4

Załoga Atlantisa podczas czterech spacerów kosmicznych zamontowała element S3/S4, rozłożyła dwa panele słoneczne i złożyła 35-metrowy wysięgnik modułu P6, aby możliwe stało się jego przeniesienie na właściwą pozycję podczas misji STS-120.
Po dziewięciu dniach Atlantis odcumował od stacji kosmicznej i wylądował 22 czerwca. Podczas powrotu Williams zajęła miejsce swojego kolegi Claytona Andersona. Sunita pracowała na stacji 195 dni. Tym samym stała się kobietą, która najdłużej przebywała w kosmosie.

### Nowy generator tlenu aktywowany
11 lipca został na stacji aktywowany nowy generator tlenu o nazwie OGS (Oxygen Generation System). Clayton Anderson załączył tę jednostkę w amerykańskim laboratorium Destiny, po czym kontrolował jego pracę razem z kontrolerami lotu w Houston.
Generator OGS jest zintegrowany z systemem wodnym stacji i pracuje na zasadzie elektrolizy, aby otrzymać tlen i wodór. Tlen jest przekazywany do wnętrza stacji, a wodór odprowadzany na zewnątrz. W tym celu, dwójka astronautów misji STS-117 podczas ich wyjścia w otwartą przestrzeń kosmiczną 15 czerwca, zamontowała system odprowadzania wodoru na zewnętrznej stronie modułu Destiny. Generator OGS może wyprodukować w ciągu dnia około 5 kg tlenu.
OGS miał zostać zamontowany na stacji pod koniec jej budowy, gdy liczba członków załogi zwiększy się do sześciu, jednak psujące się rosyjskie generatory Elektron wymusiły wcześniejszą instalację systemu, aby dać astronautom możliwie jak najlepsze warunki do pracy.
Po trzech dniach pracy generator OGS został wyłączony. NASA planuje aktywować go jedynie raz w miesiącu, aby uzupełnić braki tlenu. Pełna aktywacja miałaby nastąpić po zwiększeniu ilości załogi około roku 2009.

### Trzeci spacer kosmiczny
Sześć tygodni po przybyciu na stację Claytona Andersona rozpoczął on wspólnie z dowódcą stacji Fiodorem Jurczichinem trzeci już spacer kosmiczny w trakcie trwania Ekspedycji 15. 23 lipca obaj astronauci wyszli o 10:24 UTC, sześć minut wcześniej niż planowano, z amerykańskiej śluzy powietrznej Quest.
Na samym początku zamontowali oni ważącą 23 kilogramy strukturę do montażu kamery na kratownicy stacji. VSSA (Video Stanchion Support Assembly) został zamontowany przy złączu segmentów S0 i P1. Jurczichin wymienił następnie uszkodzony przełącznik energii elektrycznej, aby zastępczy obwód elektryczny dla transportera mobilnego znów funkcjonował. W tym czasie Anderson udał się do ramienia robota Canadarm-2 i zaczepił się do specjalnej podkładki pod nogi, która przytrzymuje astronautę podczas wykonywania czynności na zewnątrz stacji. Ramię robota było sterowane przez Olega Kotowa z modułu Destiny.

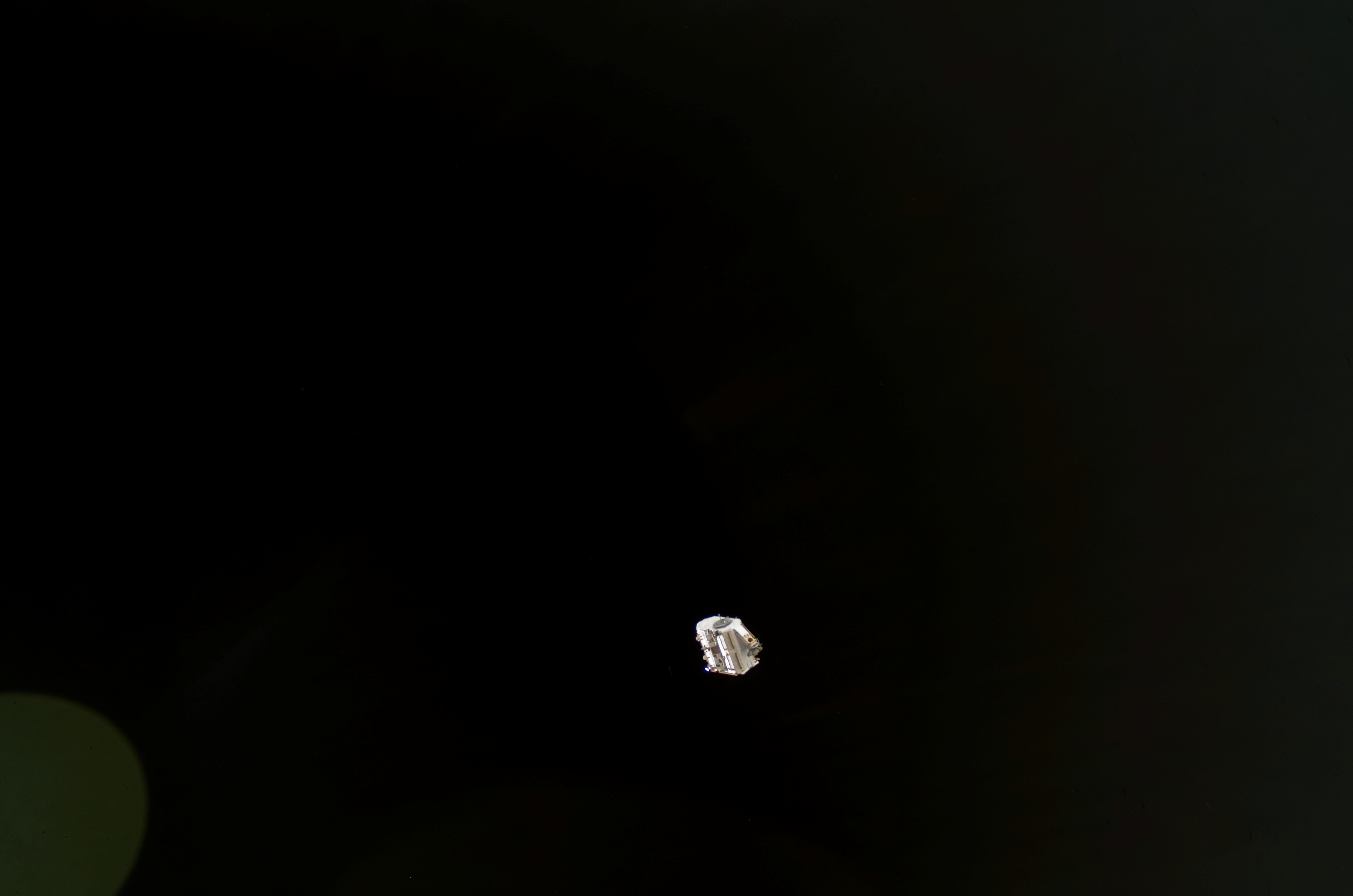
Zbiornik amoniaku odrzucony od stacji

Głównym zadaniem tego wyjścia było usunięcie zbiornika na amoniak, który nie jest już dłużej potrzebny na stacji. Zbiornik nazwany Early Ammonia Servicer (EAS) został dostarczony na stację podczas misji STS-105 w sierpniu 2001 i zamontowany na elemencie P6 kratownicy. EAS służył jako dodatkowy zbiornik dla prowizorycznego systemu chłodzenia stacji, zanim w grudniu 2006 aktywowany został główny system chłodzenia. Po odłączeniu złączek przytrzymujących 635 kilogramowy zbiornik, został on wyrzucony w przestrzeń kosmiczną przez Andersona przytrzymywanego przez Canadarm-2 o 14:36 UTC.
W ramach przygotowań do przeniesienia modułu PMA-3, które miało nastąpić 5 tygodni później, obaj astronauci oczyścili jednostki mechanizmu zabezpieczania połączeń pomiędzy modułami o nazwie CBM (Common Berthing Mechanism), w miejscu gdzie miał zostać przeniesiony PMA-3.
Po zakończeniu tych czynności Anderson i Jurczichin wykonali zadanie przewidziane na kolejny spacer kosmiczny. Jurczichin przeniósł specjalną kieszeń do przechowywania narzędzi na zewnątrz stacji z elementu P6 na Z1. W tym czasie Anderson wymontował zepsutą antenę systemu GPS, która znajdowała się na segmencie S0.
EVA zakończyła się po 7 godzinach i 41 minutach o 18:05 UTC.
Cztery godziny po zakończeniu spaceru kosmicznego, orbita stacji została podwyższona o 7 km. Podczas 21 minutowej pracy silników Progressa M-60 oddalono się na bezpieczną odległość od zbiornika EAS i przygotowano ISS na przybycie kolejnego frachtowca.

### Wymiana Progressów
Statek transportowy Progress M-59, który przybył na stację 20 stycznia, został 1 sierpnia odłączony od ISS, by pięć godzin później spłonąć w gęstych warstwach atmosfery. Kilka dni wcześniej załoganci stacji wypełnili go niepotrzebnym już sprzętem i śmieciami.

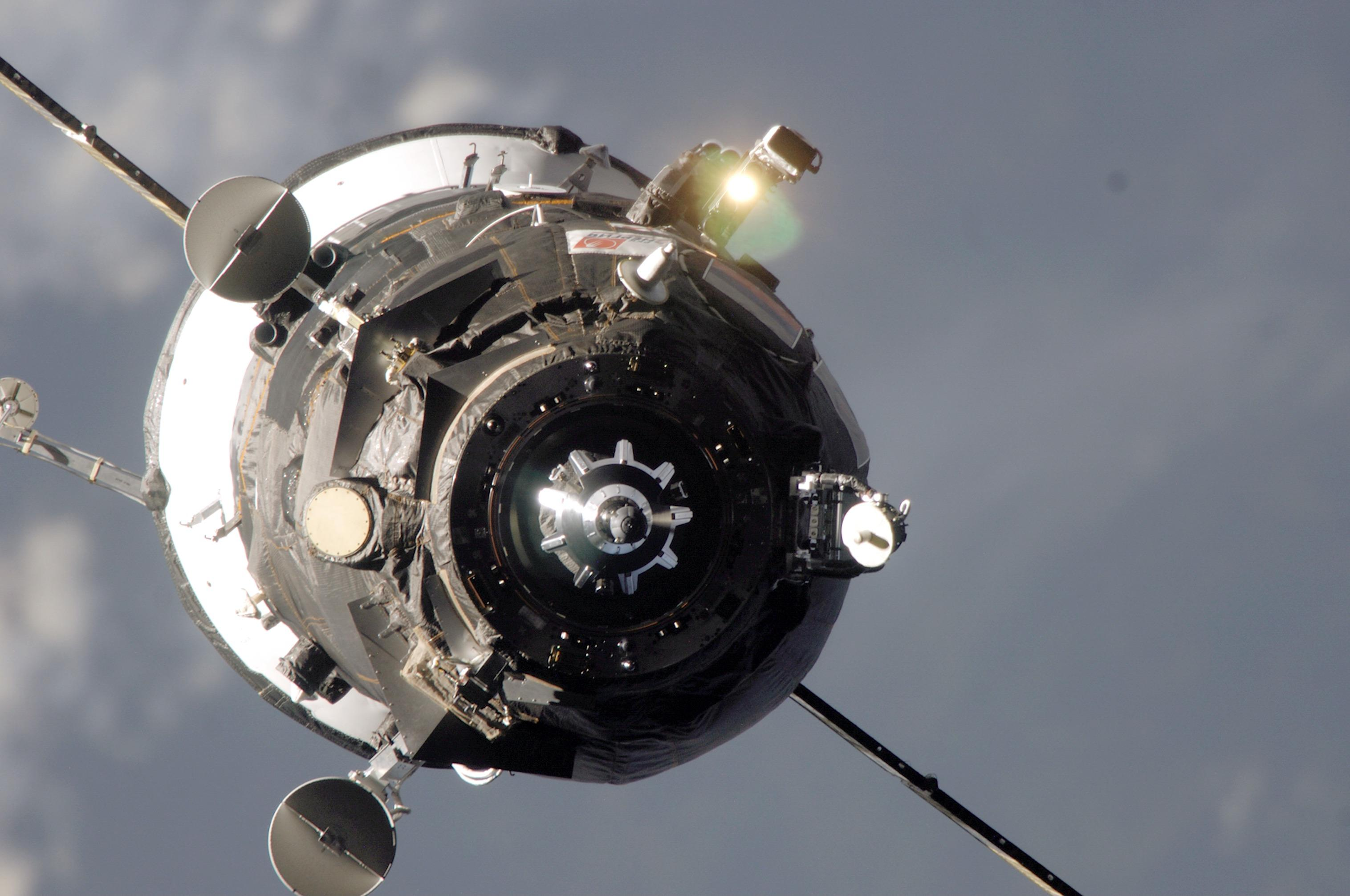
Progress M-61 na krótko przed połączeniem z ISS

Dzień później z kosmodromu Bajkonur o 17:34 UTC wystartowała rakieta Sojuz-U z Progressem M-61. Aby uczcić 150. rocznicę urodzin „ojca” rosyjskiej kosmonautyki statek ten został nazwany jego imieniem – Konstantin Ciołkowski – oraz umieszczono jego portret na zewnętrznej stronie frachtowca.
W 2,3 tonach ładunku znajdowały się również kable dla komputerów w rosyjskiej części stacji, które uległy awarii w czerwcu. Poza tym Progress przywiózł również 720 kg paliwa, 210 l wody, 48 kg powietrza oraz aparaturę naukową, wyposażenie, części zamienne, pożywienie, jak również korespondencję dla załogi od ich rodzin.

### STS-118 przywozi segment S5

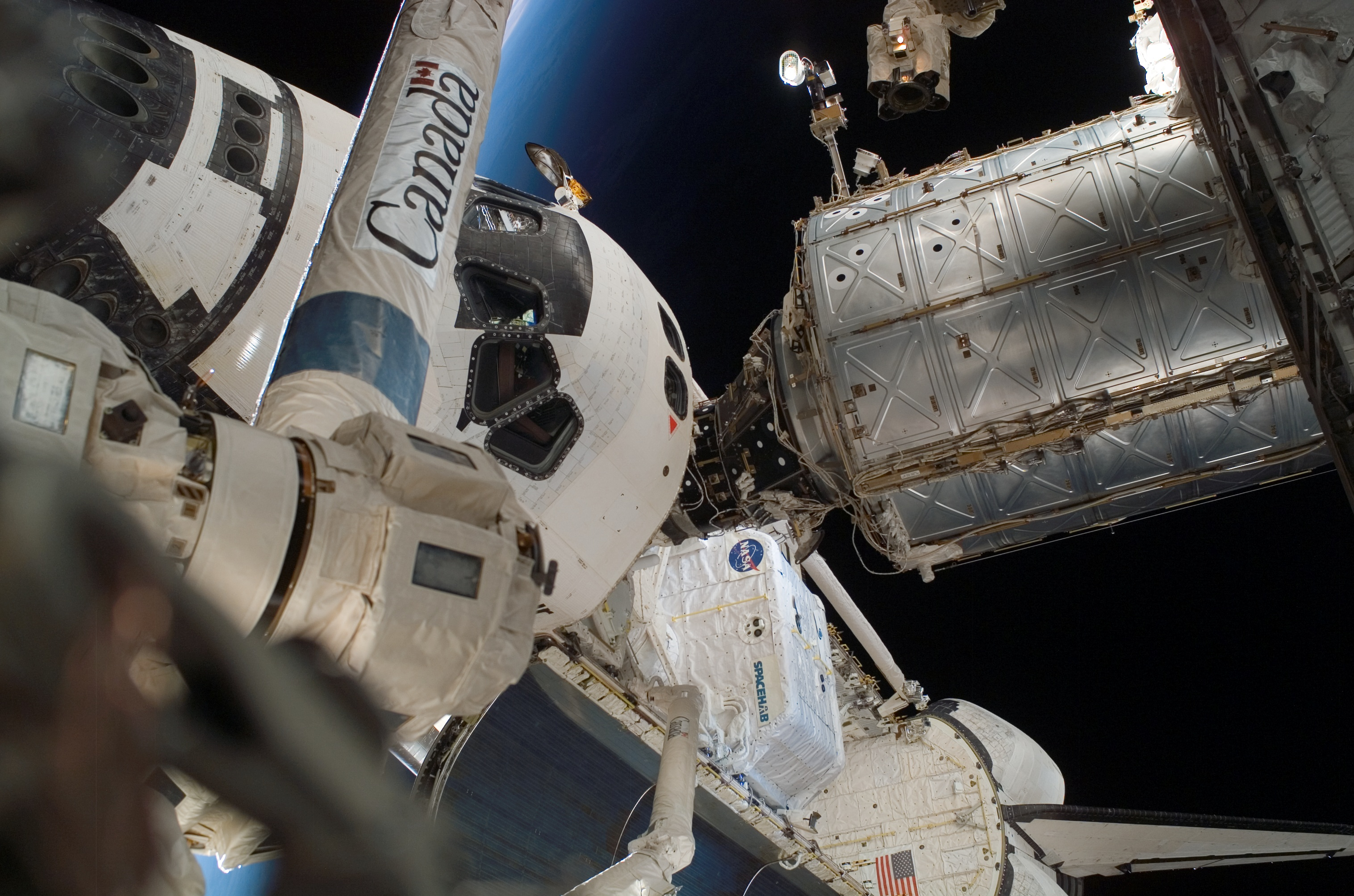
Endeavour zadokowany do ISS

Po 5-letniej przerwie dotarł na stację, 10 sierpnia o 18:02 UTC prom kosmiczny Endeavour. Wcześniej wahadłowiec był na stacji w ramach misji STS-113 w listopadzie 2002, kiedy to przywiózł segment P1. Teraz, w pełni nowoczesny prom, dowiózł na ISS, w ramach misji STS-118, element S5 kratownicy.
Cztery spacery kosmiczne odbyły się w ramach tej misji. W dwóch ostatnich wziął udział również Clayton Anderson. Orbiter odłączył się od stacji o 11:56 UTC 19 sierpnia 2007.

### Przeniesienie PMA-3
Po tygodniu intensywnych przygotowań 30 sierpnia 2007 trzyosobowa załoga stacji przeniosła moduł PMA-3 z tylnego węzła modułu Unity na dolny węzeł tegoż komponentu.

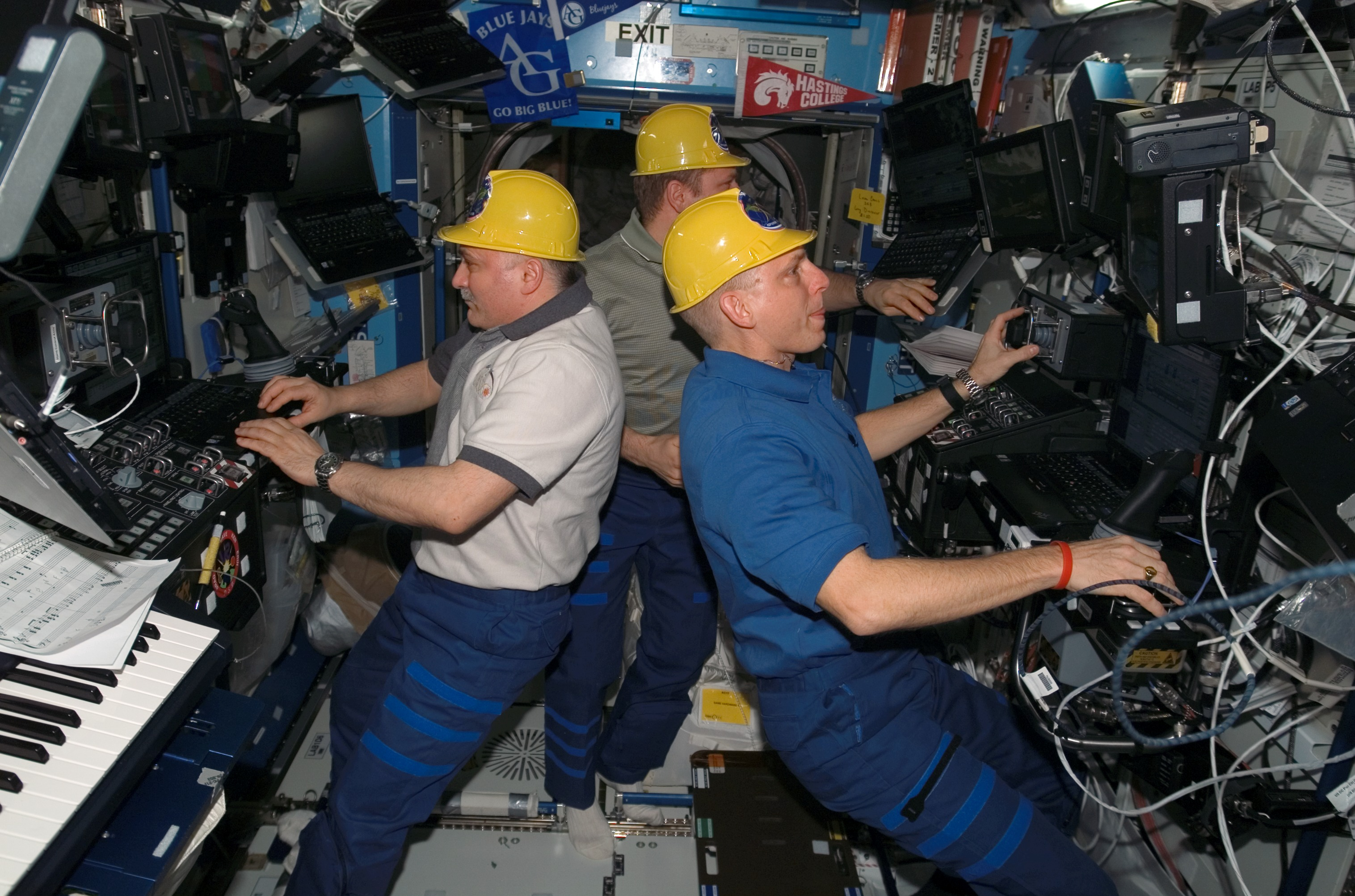
Z założonymi kaskami załoga przenosi PMA-3

Prace rozpoczęły się o 9:30 UTC. Najpierw wyłączono system położenia stacji, aby uniknąć nagłego włączenia się silników manewrowych. Z założonymi żółtymi kaskami, które na stację przywiozła załoga STS-118, astronauci sprawdzili czy w czasie nocy ciśnienie w PMA-3 spadło i czy wszystkie zawory zostały planowo i dobrze zamknięte. Clayton Anderson sterował Canadarm-2, wspomagany przez Kotowa, natomiast Jurczichin sterował systemem przyłączania modułów stacji.
Po tym jak Anderson uchwycił adapter o 10:08 UTC, Jurczichin zwolnił automatyczne śruby systemu CBM. Po tym PMA-3 został o 12:18 UTC odłączony od węzła Unity i za pośrednictwem ramienia robota przeniesiony do dolnego węzła. Po 49 minutach PMA-3 zadokował o 13:07 UTC, a system CBM przycumował go do portu Unity. O 13:30 UTC Canadarm-2 zwolnił adapter PMA-3.
Manewr ten został wykonany, aby umożliwić tymczasowe przymocowanie do węzła Unity nowego modułu – Harmony, który zostanie dostarczony z misją STS-120.

### Progress M-60 odłączony
Załadowany śmieciami, o 0:37 UTC 19 września 2007, Progress M-60 odłączył się od stacji. Transportowiec pozostał na orbicie jeszcze 5 dni i przeprowadził kilka eksperymentów dotyczących górnych warstw atmosfery.

### Przeniesienie Sojuza
27 września astronauci weszli na pokład Sojuza TMA-10 w celu jego przemieszczenia z modułu Zarja do Zwiezdy. Manewr ten przeprowadzany jest po to, aby umożliwić następnej załodze zadokowanie do stacji, w tym celu zwalniany zostaje port modułu Zarja. Lot do drugiego portu cumowniczego rozpoczął się o 19:20 UTC i przebiegł bez żadnych problemów. O 19:47 UTC Sojuz znów zadokował do stacji ISS.
Aby podczas kolejnej misji wahadłowca możliwe stało się otworzenie radiatorów na kratownicy konieczne było zwinięcie baterii słonecznych na module Zarja. Manewr wykonano 28 września. Rozpoczęto go o 14:44 UTC i zakończono kwadrans później.

### Przybycie 16. stałej załogi
12 października 2007 na stację przybył Sojuz TMA-11 z Ekspedycją 16. Zadokował on o 14:50 UTC. Na pokładzie znajdowała się Peggy Whitson – nowy dowódca stacji oraz Jurij Malenczenko – inżynier pokładowy. Razem z nimi przybył pierwszy astronauta malezyjski Sheikh Muszaphar Shukor.
21 października 2007 Jurczichin i Kotow wraz z malezyjskim kosmonautą rozpoczęli powrót na Ziemię. Sojuz TMA-10 odłączył się od stacji o 7:14 UTC. O 10:36 UTC nastąpiło lądowanie na kazachstańskich stepach. Podczas powrotu komputery pokładowe Sojuza nie zadziałały tak jak powinny i w wyniku tego lądowanie odbyło się po bardziej balistycznym torze lotu z większym przeciążeniem. Na szczęście załodze nic poważnego się nie stało.